# دومین FERM
دومِـین FERM (انگلیسی: FERM domain) یک واحد پروتئینی شایع است که کارش جانمایی و متمرکز نمودن پروتئین‌ها در غشای سلولی است. دومِـین‌های FERM در برخی پروتئین‌های مرتبط با اسکلت سلولی یافت می‌شود که کارشان اتصال به پروتئین‌های دیگر در مرز میان غشای سلولی و اسکلت سلولی است. دومِـین FERM در ریشهٔ آمینی پروتئین‌هایی است که این دومین را دارند. توالی آمینواسیدی این دومین به‌شدت محافظت‌شده‌است.
از جمله پروتئین‌هایی که این دومین را دارند، می‌توان به تالین، تیروزین کیناز ۲ غیرگیرنده‌ای، جانوس کیناز، کیناز چسبندگی موضعی، میوزین‌های ۱۰، ۷ و ۱۵، پروتئین بیتی، فیلوپودین و پروتئین تیروزین فسفاتاز اشاره کرد.